# Catarhoe arachne
Catarhoe arachne är en fjärilsart som beskrevs av Edward P. Wiltshire 1967. Catarhoe arachne ingår i släktet Catarhoe och familjen mätare. Inga underarter finns listade i Catalogue of Life.